# KITT
KITT, ofwel de Knight Industries Two Thousand, is een fictieve superauto uit de televisieserie Knight Rider, en de bijbehorende films. In aangepaste vorm doet hij mee in de Knight Rider-serie uit 2008.
KITT is ontworpen door Charles Graiman in opdracht van Wilton Knight, de oprichter van de Foundation for Law and Government (FLAG). KITT is een bijna onverwoestbare auto, uitgerust met een hoop elektronische gadgets om zijn bestuurder, Michael Knight, bij te staan in zijn missies.

## Intelligentie
KITT beschikt over kunstmatige intelligentie, en een persoonlijkheid nagenoeg gelijk aan die van een mens. Daardoor is hij niet alleen in staat te praten, maar ook te redeneren en vaak genoeg sarcastische opmerkingen richting Michael te maken. Dat redeneren ging in het begin van de serie nog niet altijd even goed. KITT was toen nog een 'lerend' kind, maar kan zich al snel vinden in een wereld vol mensen. Als KITT praat, knippert er altijd een rode equaliserbalk in het midden van de stuurkolom.
KITT en Michael hebben vaak conflicten, vooral omdat KITT de muziek waar Michael naar luistert vreselijk vindt. In een aflevering waar Michael zijn geheugen verloor geeft KITT toe dat hij erg op Michael gesteld was. Het werd nooit echt duidelijk of KITT daadwerkelijk over emoties beschikt of dat zijn reacties simpelweg erg goed geprogrammeerd zijn.

## Merk en achtergrond

### Originele serie
KITT is in de originele serie een omgebouwde Pontiac Firebird Trans-Am uit 1982. Deze rol maakte de Trans-Am uit dat jaar zeer populair. In het begin van de serie werd KITT ook nog aangeduid als zijnde een Pontiac of Trans-Am. Later in de serie werd de term "black T-top" gebruikt omdat Pontiac had aangegeven het een beetje beu te zijn dat Trans-Amkopers wel graag een computerdashboard en een rode scanner in de bumper wilden.
KITT's "Anti Collision"-computer berekent alle mogelijke gevaren op de weg en maakt de kans op een ongeluk miniem. Daardoor was KITT niet alleen de snelste en de sterkste, maar ook nog eens de veiligste auto ter wereld. Vreemd genoeg werd het "Anti Collision"-systeem in de serie niet meer gebruikt, nadat het in de Pilot door Devon Miles was gedemonstreerd. KITT ontving gedurende de serie wel allerlei andere nieuwe mogelijkheden van zijn monteur April en cybernetics-specialist Bonnie. Hij werd met regelmaat weer een beetje aangepast. Zo gaf Bonnie hem aan het begin van seizoen 3 nadat hij vernietigd was een hoop nieuwe gadgets en een nieuw dashboard.
De grootste verandering kwam wel in de opening van seizoen vier. KITT werd toen geheel vernield op zijn computer na. Bonnie, met de hulp van RC3, herbouwde KITT. Omdat ze niet op tijd in staat waren KITT zijn onkwetsbaarheid terug te geven gaven ze hem de zogenaamde "Super Pursuit Mode" (Super Achtervolgingsmodus). Verder kreeg KITT, naar een idee van Reginald Cornelius III/RC3, de mogelijkheid te veranderen in een cabriolet.
In de televisiefilm Knight Rider 2000 is KITT ontmanteld en heeft FLAG een nieuwe superauto gebouwd: de Knight Industries Four Thousand (KIFT). KITT's computer bestaat nog wel en wordt door Michael tijdelijk in zijn eigen auto gezet. Op het eind plaatst Michael KITT's computer in de nieuwe superauto omdat hij KITT wat betreft persoonlijkheid beter geschikt vond voor het FLAG-werk dan KIFT.

### 2008-serie
In de Knight Rider-film uit 2008 werd een nieuwe versie van KITT geïntroduceerd: de Knight Industries Three-Thousand. Deze KITT is gemodelleerd naar een Ford Mustang Shelby GT500KR. Deze versie van KITT steelt de show in de nieuwe Knight Rider-serie.
Deze versie van KITT gebruikt nanotechnologie voor al zijn vaardigheden. Hierdoor beschikt hij over meer mogelijkheden, zo kan hij bijvoorbeeld van kleur en zelfs van vorm veranderen. Deze nanotechnologie is alleen actief als de kunstmatige intelligentie van de auto aan staat. Derhalve verliest de auto zijn vaardigheden als KITT's computer wordt uitgeschakeld. Met andere woorden, als de computer uitstaat is KITT een gewone Mustang.

## KITT's uitrusting

### Originele serie

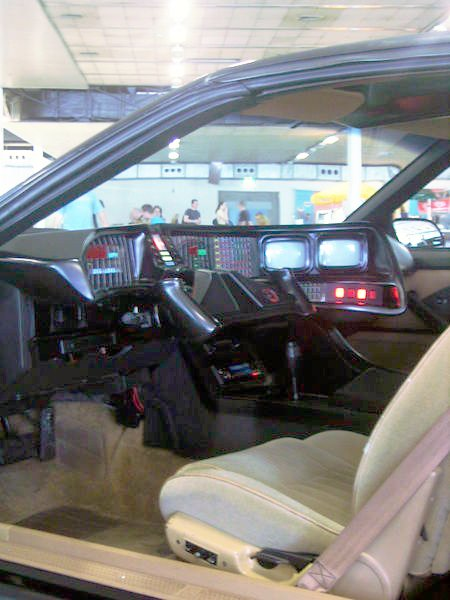
KITT's interieur, in dit geval de Season 2 versie met twee kleine beeldschermen in plaats van een grote

- Molecular Bonded Shell: KITT dankt zijn onverwoestbaarheid aan een speciale stof die over de hele auto is gespoten. Deze stof verankert de moleculen van het metaal aan elkaar en vormt zo een nagenoeg ondoordringbare pantserlaag. Alleen Devon, Wilton en nog een FLAG-lid kennen elk een deel van de formule voor deze stof. Ook wist Garthe Knight de formule. De shell biedt bescherming tegen vuurwapens, zware explosieven en vuur. Slechts enkele sterke zuren, extreme hitte, sterke lasers en langdurig contact met zeewater kunnen de stof aantasten. Bovenal kon een moleculaire 'ontbinder' (gebruikt in de opening van seizoen 4, "Knight of the Juggernaut") de shell compleet onschadelijk maken. Ook is KITT kwetsbaar voor hoogspanning, zoals te zien in de aflevering Lost Knight.
- Turbo Boost: wordt in bijna elke aflevering wel een keer gebruikt. Turbo Boost geeft KITT de mogelijkheid om over obstakels kan springen, of dat hij harder kan rijden.
- Ski Mode: Hiermee kan KITT op twee wielen rijden en zo bijvoorbeeld tussen twee auto's door rijden.
- Voice Synthesizer: KITT beschikt over een synthesizer waarmee hij meerdere talen kan spreken en allerlei geluiden kan nabootsen.
- Anamorphic Equalizer: dit is de officiële naam voor KITT's bekende scanner in de voorbumper. De scanner kan alles zien in de zichtbare golflengtes, röntgenstraling en infrarood. De scanner is tevens KITT en KARR's kwetsbaarste plek.
- Etymotic Equalizer: dit stelt KITT in staat geluiden te horen.
- Microscanners: stellen KITT in staat alles rondom hem waar te nemen.
- Eject Seat L/R: met deze stoelen kunnen de bestuurder of bijrijder door het dak uit de wagen worden geschoten. Werd ook gebruikt als Michael iets hoogs moest bereiken zoals een dak of muur.
- Cruise Modes: hiervan heeft KITT er vier:
  - Normal Cruise: Michael bestuurt de auto.
  - Auto Cruise: KITT rijdt zelf. KITT kan op elk moment van Normal Cruise/Pursuit/Super Pursuit Mode omschakelen naar Auto Cruise, tenzij Michael de Manual Override gebruikt.
  - Pursuit Mode: Geeft KITT een flinke snelheidsboost. In deze modus kan KITT zichzelf besturen, echter onder handbediening zijn hogere snelheden mogelijk. (In seizoen vier werd deze bijna helemaal vervangen door Super Pursuit Mode)
  - Super Pursuit Mode: deze mode kreeg KITT in seizoen vier nadat hij vernietigd was door The Juggernaut. Het verhoogt KITT's snelheid nog verder en het geeft hem ook een ander uiterlijk. In deze modus stuurt Michael, met KITT's hulp. In beide achtervolgingsmodussen kan KITT ook overschakelen naar Auto Cruise.
- Silent Mode: deze mode dempt alle geluiden van KITT waardoor hij bijna onhoorbaar kan voortbewegen.
- Grapling Hook & Winch: KITT heeft een kabel met grijphaak, zowel onder zijn voorbumper als achteraan.
- Convertible Mode: Vanaf seizoen 4 kreeg KITT dit, het maakt hem een cabriolet.
- Microwave Jammer: KITT kan via microgolven elektrische systemen uitschakelen of de remmen van auto’s blokkeren. Ook kan hij controle krijgen over machines.
- Olfactory Sensor: KITT kan “ruiken” via een apparaat onder zijn bumper dat lucht analyseert.
- Computer Override: KITT bezit een verborgen hendel onder het dashboard waarmee zijn AI-module geheel kan worden uitgeschakeld.
- Manual Override: Een minder radicale versie van Computer Override, het is een knopje waardoor KITT niet kan ingrijpen als Michael bewust iets gevaarlijks doet. Wel kan hij nog protesteren ertegen.
- Oil Jets/Smoke Screen: KITT kan olie op de weg spuiten of een dik rookgordijn opwekken van onder zijn achterbumper.
- Flame Thrower: KITT heeft een vlammenwerper onder zijn bumper.
- High Traction Drop-Downs: Dit verhoogt de achtervering waardoor KITT beter over slecht terrein kan rijden. Is later vervangen door Traction Spikes.
- Traction Spikes: hiermee komen er spijkers uit KITT's banden wat hem extra grip geeft op de ondergrond. Hierdoor kan hij tegen steile hellingen oprijden.
- Surveillance Mode: een modus met verschillende eindresulaten:
  - KITT kan mensen en voertuigen in de gaten houden en zelfs hun bewegingen voorspellen.
  - KITT kan een scan maken van een gebouw en zo Michael een veilige weg wijzen als hij ergens rondkijkt.
  - KITT kan (politie)radioberichten en telefoons afluisteren binnen een bepaalde afstand.
  - KITT kan computers kraken om informatie te downloaden.
- Laser Power Pack: KITT kan een laser afvuren die sterk genoeg is om door stalen platen heen te branden. Echter, vanwege KITT's 'mensbeschermende' programma is de laser in het grootste deel van de serie hardwarematig uitgeschakeld door zijn techneut, Bonnie. In seizoen 2 is te zien dat hij de laser gebruikt tegen de bijna onverwoestbare Goliath, de vrachtwagen die Garthe heeft laten bouwen. Ook is het, zonder succes, gebruikt om KARR te stoppen.
- Bomb Sniffer: KITT kan explosieven detecteren binnen een paar meter afstand.
- Auto Windows L/R: Automatisch open/sluitende zijruiten.
- Auto Roof L/R: Hiermee kan KITT z'n T-top zonnedak onafhankelijk openen.
- Thermal Expander: KITT kan vanaf afstand de temperatuur van voorwerpen razendsnel laten oplopen tot ze ontbranden of ontploffen.
- Self-Tinting Windows: Hiermee kan KITT z'n ruiten verduisteren, en omgekeerd.
- Voice Stress Analyzer: KITT kan door iemands stemgeluid te analyseren achterhalen of die persoon gespannen is en dus mogelijk liegt.
- Rotating License Plate: KITT kan zijn normale kentekenplaat (waar KNIGHT op staat) omdraaien om een andere plaat te tonen waar "KNI 667" op staat. Is één keer gebruikt in de aflevering "Brother's Keeper", daarna niet meer.
- Passive Laser Restraint System: beschermt Michael en andere inzittenden tegen de schok van plotseling (hard) remmen of een botsing, een soort onzichtbare veiligheidsgordel dus. Zoals de naam zegt werkt het met lasers, hoe het precies werkt is nooit uitgelegd echter.
- Video Display Monitors: KITT heeft twee videoschermen in zijn dashboard voor verschillende doeleinden. Vanaf de aflevering "Knight of the Drones" uit seizoen 3 zijn de twee schermpjes vervangen door een enkel groot scherm.
- Computer Print Out: KITT heeft een printer ingebouwd om ter plekke belangrijke data uit te printen (het is overigens wel een oude matrixprinter).
- Ultraphonic Chemical Analyzer: KITT bezit een spectrometer om chemische stoffen te analyseren. Ook vingerafdrukken kunnen hiermee worden gescand.
- Interior Oxygenator: KITT beschikt over een reservevoorraad zuurstof en kan het zuurstofgehalte van de lucht in zijn cabine reguleren. Dit kan ook de effecten van sommige medicijnen zoals slaapmiddelen tegengaan. Het is echter een kleine voorraad, in de aflevering "Big Iron" wordt er gezegd dat het maar voor vijf minuten is.
- Vacuum: KITT kan alle lucht uit de auto zuigen en zo een vacuüm creëren. Werd het meeste gebruikt om rook uit de cabine uit te zuigen als Michael een explosief tot ontploffing heeft laten brengen in KITT's kofferbak.
- Blood Analyser: Is maar gebruikt in een aflevering ("Chariots of Gold"), kan bloeddruk en hartslag meten en voelen of er drugs/chemicaliën in het bloed van iemand zit. Later vervangen door de Ultraphonic Chemical Analyzer.
- Third Stage Aquatic Synthesizer: Hiermee kan KITT letterlijk op water "rijden", hij gebruikt z'n wielen en Turbo Boost-systeem om vooruit te komen. Alleen gebruikt in aflevering #28 "Return to Caldiz", het raakte aan het eind van de aflevering defect en Bonnie of April hebben het nooit meer gerepareerd. De Knight Industries Four Thousand kreeg deze modus weer wel als Amphibious Mode.

### 2008-serie
- Camouflage: dankzij zijn nanotechnologie kan KITT van kleur veranderen en zelfs zijn vorm radicaal aanpassen.
- Automatisch herstel: in tegenstelling tot de oude KITT, die een pantserlaag had, gebruikt de nieuwe KITT nanotechnologie om beschadigingen razendsnel te herstellen. Het is als een soort "tweede huid" boven op de normale carrosserie van de Mustang.
- Transformaties: KITT kan zijn uiterlijk aanpassen naar dat van verschillende modellen auto's, waaronder een F-150 pickup, een Crown Victoria Police Interceptor, een Econoline busje en "Attack Mode" wat hem een ruiger uiterlijk geeft, a-la de originele KITT zijn Super Pursuit Mode.
- 550 pk in normale modus.
- Hybride motor op zonne-energie.
- Sports-tuned suspension
- Xenon koplampen met infrarood nachtzicht.
- Toegang tot militaire satellieten.
- Toegang tot data van de FBI.
- High-speed internet
- Voice-activated GPS
- Apple Wireless Keyboard in het handschoenenkastje.
- Biometrische Interface
- Draadloze headset om met passagiers te praten over korte afstand.
- Biomedische Scanner

## Andere versies van KITT

### KARR
Een kwaadaardig prototype van KITT. Hij kwam voor in twee afleveringen van de originele televisieserie. KARR staat voor Knight Automated Roving Robot. In de aflevering "Trust doesn't Rust" ziet hij er bijna hetzelfde uit als KITT, zijn Voice Box was echter anders. Het design van KARR's Voice Box is hergebruikt voor KITT in latere afleveringen van seizoen 2 omdat veel fans het mooi vonden. In "KITT vs KARR" had KARR een gele/amberkleurige scannerbalk en later ook zwart-zilveren two-tone verf.
KARR was Wilton Knight's eerste poging om een superauto te bouwen. Door een programmeerfout denkt KARR alleen aan zichzelf en vormt daardoor een gevaar voor alles en iedereen. Het grote verschil tussen K.I.T.T. en K.A.R.R. is dat KITT het leven van de mens en bovenal dat van Michael/zijn bestuurder beschermt. KARR daarentegen beschermt zijn zelfbehoud. Nadat KITT werd gebouwd zou KARR worden ontmanteld, maar dit is nooit gebeurd en is hij in opslag voor een FLAG-museum geplaatst. Hij werd in de aflevering "Trust doesn't Rust" door twee inbrekers per ongeluk opnieuw geactiveerd, aan het einde van de aflevering reden KITT en KARR recht op elkaar af, en vanwege KARR's zelfbehoud-programmering stuurde hij naar rechts net voordat hij KITT zou raken, om daarna op de bodem van een oceaan te belanden en onder een zandduin verstopt komen te zitten.
Later in seizoen drie aflevering "KITT vs KARR" werd hij gevonden door twee schatvinders, hij werd in een two-tone zwart-zilver kleurenschema geverfd door een van zijn vinders, en om daarna uiteindelijk wel vernietigd te worden in dezelfde aflevering: KARR schoot een laser, maar dankzij een last-minute aanpassing door Bonnie eerder in de aflevering kaatste de laser terug in KARR's scanner, waardoor hij kwetsbaar was voor een directe frontale aanval, KITT/Michael en KARR Turbo Boostde daarna tegen elkaar waardoor KARR ontploft en KITT het overleeft, maar op het einde is te zien dat KARR's scanner toch nog aanstaat. Of hij ooit is gevonden werd nooit duidelijk.

### KIFT (Knight Industries Four Thousand)
KIFT is de tweede versie van KITT, geïntroduceerd in de televisiefilm Knight Rider 2000. Deze auto heeft meer mogelijkheden dan de oude KITT, maar dankzij Michael is de persoonlijkheid van de wagen onveranderd gebleven. KIFT's ontwerp is gebaseerd op een Pontiac Banshee concept car, echter de daadwerkelijke auto in de film was een omgebouwde Dodge Stealth.
KIFT heeft een aantal extra vaardigheden ten opzichte van de originele KITT:
- Voice Activated Controls: veel van KIFT's mogelijkheden worden met stemcommando's aangestuurd in plaats van knoppen.
- Microwave Stunner: KIFT kan mensen verlammen via dit systeem.
- Amphibious Mode: KIFT kan drijven en zelfs varen.
- Virtual Reality: Anders dan KITT gebruikt KIFT een heads-up display, het maakt KIFT's voorruit een monitor. Het is een voorbode voor Knight Rider 2008's KITT, die hetzelfde kan.

KIFT deed enkel mee in de genoemde televisiefilm. De gebeurtenissen uit deze film worden in de latere televisieserie echter genegeerd. Met andere woorden: Knight Rider 2000 was niet canoniek met de serie.

## Trivia
- KITT stond model voor ROX in de gelijknamige Studio 100-jeugdserie.